# Campoplex difformis
Campoplex difformis là một loài tò vò trong họ Ichneumonidae.